# 1835 w literaturze
Wydarzenia literackie w 1835 roku.

## Nowe książki
- polskie
  - Juliusz Słowacki – Horsztyński
  - Aleksander Fredro – Dożywocie
  - Zygmunt Krasiński – Nie-Boska komedia
  - Wincenty Pol – Pieśni Janusza
- zagraniczne
  - Hans Christian Andersen
    - Improwizator (duń. Improvisatoren)[1]
    - Towarzysz podróży (duń. Reisekammeraten)[1]
    - Niegrzeczny chłopiec (duń. Den uartige Dreng)[1]
    - Calineczka (duń. Tommelise)[1]

  - Honoré de Balzac
    - Ojciec Goriot (fr. Le Père Goriot)
    - Pułkownik Chabert (fr. Le colonel Chabert)
    - Dziewczyna o złotych oczach (fr. La Fille aux yeux d’or)

  - Edward George Bulwer-Lytton – The Student
  - Georg Büchner – Śmierć Dantona (Dantons Tod) (dramat)
  - Théophile Gautier – Mademoiselle de Maupin
  - Nikołaj Gogol
    - Arabeski (ros. Арабески)
    - Taras Bulba (ros. Тарас Бульба)

  - Christian Dietrich Grabbe – Hannibal (dramat)
  - Nathaniel Hawthorne
    - The Devil in Manuscript
    - Young Goodman Brown (opowiadanie)

  - Washington Irving
    - The Crayon Miscellany (trzy opowiadania)
    - Abbottsford and Newstead Abbey

  - Friedrich Kaiser – Hans Hasenkopf (dramat)
  - John P.Kennedy – Horseshoe Robinson
  - Frederick Marryat – The Pacha of Many Tales
  - Hugh Miller – Scenes and Legends in the North of Scotland
  - Mary Russell Mitford – Belford Regis
  - Karl August Nicander – Hesperider (poezje)
  - Julia Pardoe – The Mardens and the Daventrys
  - G. W. M. Reynolds – The Youthful Imposter
  - Ángel de Saavedra, Duque de Rivas – Don Álvaro o la fuerza del sino (dramat)
  - Catharine Maria Sedgwick – The Linwoods
  - Mary Shelley – Lodore
  - Thomas Noon Talfourd – Ion (dramat)
  - Alfred de Vigny – Chatterton (dramat)
  - Élisabeth Vigée-Lebrun – Souvenirs (pamiętniki)

## Urodzili się
- 17 stycznia – Antanas Baranauskas, litewski poeta, duchowny (zm. 1902)
- 29 stycznia – Susan Coolidge, amerykańska pisarka (zm. 1905)
- 10 kwietnia – Louise Chandler Moulton, amerykańska prozaiczka, poetka i krytyczka (zm. 1908)
- 26 maja – Edward Alexander, amerykański pisarz i oficer (zm. 1910)
- 30 maja – Alfred Austin, angielski poeta (zm. 1913)
- 27 lipca – Giosuè Carducci, włoski poeta i historyk literatury, noblista (zm. 1907)
- 31 października – Krišjānis Barons, łotewski pisarz (zm. 1923)
- 11 listopada – Matthías Jochumsson, islandzki poeta, dramaturg i tłumacz (zm. 1920)
- 30 listopada – Mark Twain, amerykański pisarz, satyryk i humorysta (zm. 1910)

## Zmarli
- 4 lipca – Michał Podczaszyński, polski dziennikarz i krytyk literacki (ur. 1800)